# دادلی دیگز
دادلی دیگز (انگلیسی: Dudley Digges; ۹ ژوئن ۱۸۷۹ – ۲۴ اکتبر ۱۹۴۷) هنرپیشه اهل ایرلند بود.

## فیلم‌شناسی
- مرد نامرئی
- شورش در بونتی
- الکساندر همیلتون
- قاتل حرفه‌ای
- امپراتور جونز
- محکوم
- رافلز